# Helmut Uhlig
Pour les articles homonymes, voir Uhlig.
Helmut Uhlig, né le 11 novembre 1942, à Halle, en République démocratique allemande et décédé le 22 juillet 2014, à Osnabrück, en Allemagne, est un ancien joueur allemand de basket-ball. Il évolue durant sa carrière au poste de meneur.